# Louis Nirenberg
Louis Nirenberg (Hamilton, Ontario, 28 februari 1925 - 26 januari 2020) was een wiskundige uit Canada en een gerenommeerde wiskundig analist uit de twintigste eeuw. Hij heeft fundamentele bijdragen geleverd aan de lineaire en niet-lineaire partiële differentiaalvergelijkingen en hun toepassing in de complexe functietheorie en de meetkunde en ontving in 2015 samen met John Forbes Nash jr. de Abelprijs, de wiskundige tegenhanger van de Nobelprijzen, voor zijn werk aan niet-lineaire partiële differentiaalvergelijkingen en toepassingen daarvan in complexe functietheorie en meetkunde. Nirenberg werd 94 jaar oud.
Samen met Shmuel Agmon breidde hij de Schauder theorie uit naar elliptische systemen. 
Nirenberg's doctoraatsthesis gaf een oplossing voor voor het Weyl probleem en het Minkowski probleem in de differentiaalmeetkunde.
Samen met Joseph Kohn voerde hij het begrip van pseudo-differentiaal operatoren in.
- Bibsys: 90309981
- Biblioteca Nacional de España: XX1267695
- Bibliothèque nationale de France: cb123469988 (data)
- CiNii: DA01352772
- Gemeinsame Normdatei: 122985893
- International Standard Name Identifier: 0000 0000 8406 3092
- Library of Congress Control Number: n50005579
- Nationale Bibliotheek van Letland: 000186253
- Mathematics Genealogy Project: 13410
- Bibliotheek van het Japanse parlement: 001194658
- Nationale Bibliotheek van Tsjechië: ntk2017959957
- Nationale bibliotheek van Australië: 35388498
- Nationale Bibliotheek van Israël: 987007294470305171
- Nederlandse Thesaurus van Auteursnamen: 148206077
- Istituto Centrale per il Catalogo Unico: UFIV019069
- Système universitaire de documentation: 032440405
- Virtual International Authority File: 108936280
- WorldCat: E39PBJtX9XcYbVb6mvtv386xjC